# Cethosia diffusa
Cethosia diffusa är en fjärilsart som beskrevs av Hans Fruhstorfer 1905. Cethosia diffusa ingår i släktet Cethosia och familjen praktfjärilar. Inga underarter finns listade i Catalogue of Life.